# Tôn Thất Trình
Giáo sư Tôn thất Trình (sinh ở huyện Hương Trà, tỉnh Thừa Thiên Huế ngày 27/9/1931 – mất ngày 12/7/2021 tại Hoa Kỳ) thuộc hoàng tộc nhà Nguyễn Phước (Phúc theo tiếng Bắc). Ông nội nguyên là tổng đốc tỉnh Thanh Hóa, về hưu được phong là Hiệp Tá Đại Học Sĩ, tước Phúc Thạnh Nam, cư ngụ quê vợ dòng họ "Lê Khắc" làng Văn Xá, huyện Hương Điền, Huế. Cha học ban tú tài Triết tại trường Albert Sarraut, là người miền Trung đầu tiên đỗ tú tài Pháp ban triết lý, có lúc làm đốc lý thành phố Huế, kiêm tỉnh trưởng tỉnh Thừa Thiên. Mẹ quê quán làng Đông Thái, phủ Đức Thọ, tỉnh Hà Tĩnh, nhưng thời thơ ấu sống ở Thái Hà Ấp, Hà Đông. Vợ là Lê Thị Mộng Chi cưới nhau tháng 1/1957; hai người có 4 người con: 3 gái, 1 trai (và nay đã có 8 cháu nội ngoại, 2 cháu lớn nhất)

## Thiếu Thời
Theo cha là công chức phải di chuyển đến nhiều tỉnh miền Trung, nên học tiểu học ở Huế, Quảng Trị, Phan Rang (Ninh Thuận) và trung học trước ở trường Thuận Hóa, Huế, sau đó cho đến khi đỗ trung học đệ nhất cấp ở trường Khải Định, chuyển sang chương trình Pháp trường Providence - Thiên Hựu học đường.
Đỗ Tú tài Pháp phần thứ nhất xong, thì vào học ban toán tại trường Chasseloup Laubat, SàiGòn.
Tốt nghiệp Tú Tài phần hai, thì được học bổng " Bảo Đại " (Pháp cấp cho mọi người Việt Nam đỗ tú tài hai), sang Pháp tháng 8 năm 1950.
Sửa soạn thi vào các trường Cao đẳng Pháp ở lycée Louis - LeGrand và năm 1952 đỗ thi tuyển vào Viện Quốc gia Nông học - Institut National Agronomique - Paris, khi đó còn nằm ở khu phố Quartier Latin gần vườn Lục Xâm Bảo (Jardin du Luxembourg). Viện Nông Học này trước đó, có hai người Việt Nam tốt nghiệp nổi danh là Thượng nghị sĩ Nam Kỳ Bùi Quang Chiêu người Việt đầu tiên tốt nghiệp cuối thế kỷ thứ 19 và bà quận công (Duchesse D' Annam), công chúa Như Mai con gái vua Hàm Nghi, đỗ đầu vào Viện, tên khắc bảng vàng ở cổng vào Viện.

## Hoạn Lộ
Tốt nghiệp kỹ sư nông học Paris. Sau khi học năm cuối ứng dụng ngành Nông Học Nhiệt Đới Nogent-sur Marne, tháng 8 năm 1955 thì trở về Sài Gòn. Thay vì gia nhập công ty Cao Su Đất Đỏ Bình Long- Binh Phước, lương bổng hậu vì theo qui chế Pháp đồn điền, thì chịu nhận làm chủ sự Ban Thực Vật Học, Trung tâm Khảo Cứu Khoa Học Kỹ thuật thuộc Bộ Giáo dục lúc đó.
Cuối năm 1956, Chính phủ giải tán Trung tâm còn do người Pháp chỉ huy, nên theo về làm nha Tổng Giám đốc Ngân sách và Ngoại viện, mới thành lập do ông kỹ sư Vũ Văn Thái chỉ huy, với tư cách là giám đốc Ngoại Viện.
Năm 1957, khi tổng thống Ngô Đinh Diệm thiết lập Phủ Tổng Ủy Dinh điền, Phó tổng thống Nguyễn Ngọc Thơ trinh lên Tổng thống buộc kỹ sư Nông học Tôn Thất Trình phải bỏ Ngoại Viện về làm giám đốc kỹ thuật dinh điền, dưới quyền Tổng Ủy Trưởng Bùi Văn Lương.
Năm 1962. được bổ nhiệm về làm tổng thư ký bộ Canh Nông và Cải Tiến Nông thôn.
Cuối năm 1963, thủ tướng Nguyễn Ngọc Thơ cho chuyển về lại làm giám đốc Nha Ngoại Viện, dưới quyền ông Lưu Văn Tính, tổng giám đốc thay thế ông Vũ văn Thái. Lúc đó cũng được mời về giảng dạy nông học tại trường Cao đẳng Nông Lâm Súc - Sài Gòn.
Năm 1964, giáo sư Phạm Hoàng Hộ, Tổng Trưởng Giáo dục bổ nhiệm làm giám đốc trường Cao đẳng Nông Lâm Súc Sài Gòn.
Năm 1964-65 kỹ sư Trương Thái Tôn, Tổng Trưởng Kinh tế bổ nhiệm làm phụ tá tổng trưởng kinh tế, nội các Nguyễn Cao Kỳ.
Năm 1967, nhận chức Tổng Trưởng Bộ Canh Nông và Cải Cách Điền Địa lần đầu tiên, theo lời mời của Thủ tướng luật sư Nguyễn văn Lộc.
Cuối năm 1968, Tổng thống Nguyễn văn Thiệu bổ nhiệm làm Tổng Ủy Trưởng Kế Hoạch.
Năm 1969 giải nhiệm và được hội đồng giảng huấn Cao đẳng Nông Lâm Súc vừa thành lập để bầu định vị nhân viên giảng huấn, đã được bầu làm giáo sư hạng nhất Cao đẳng, ngang hàng các giáo sư các khoa khác thuộc các Viện Đại học nước nhà.Bộ Giáo dục Quốc gia nền đệ nhị Cộng hòa bổ nhiệm chánh thức ở chức vị giáo sư này.
Năm 1973, nhận chức Tổng Trưởng Canh Nông và Cải Cách Điền Địa lần thứ hai theo lời mời của tổng thống, ở nội các Trần thiện Khiêm. Nhưng vẫn kiêm nhiệm giáo sư viện Nông Lâm Thủ Đức (nguyên Cao đẳng Nông Lâm Súc - Sai Gòn).
Năm 1974, Liên Hợp Quốc - FAO tuyển làm chuyên viên khảo cứu nông nghiệp tại Mauritanie, nhờ có hồ sơ làm chuyên viên cố vấn UNDP lập dự án năm 1964 ở Cộng Hòa Dahomey, nay là Bénin; nhưng thủ tướng Khiêm không cho đi, viện cớ là còn ở tuổi động viên tương lai, chưa đến tuổi 47, dù bộ trưởng giáo dục đương thời can thiệp cho xuất ngoại và nhiều cựu thứ trưởng, tổng trưởng tuổi nhỏ hơn vẫn được cho đi.

## Di Dân
Ngày 29- 30 tháng tư 1975 cả gia đình làm thuyền nhân đợt I sang Singapore, rồi sau đó đi tàu thuyền nhân cũ kỹ này sang Guam tị nạn, sau khi lênh đênh ở biển và đi ngang qua Subic Bay - Philippines.
Tháng 7 năm 1975, được Pháp và cơ quan tị nạn Âu Châu cho phép tị nạn ở Pháp, nên cả gia đình đi sang Pháp, tị nạn ở ngoại ô Paris.

## Chuyên viên Nông nghiệp cho FAO (Liên Hợp Quốc)
Tháng 10 năm 1975, FAO tuyển dụng làm chuyên viên nông nghiệp tại Kaedi,Mauritania. Nhờ làm lúa gạo thành công ở Kaedi (năng xuất 3 vụ 23- 30 tấn / năm), FAO năm 1977 đề bạt lên giữ chức Giám đốc dự án OMVS phát triển nông nghiệp vùng sông Senegal cho 3 quốc gia là Sénégal, Mauritanie và Mali. Trong thời gian ởOMVS, FAO cũng phái đi công cán làm các dự án lúa gạo cho Guinée Bissau, Sierra Leone và Liberia, Phi Châu.
Năm 1980, được FAO tuyển chọn làm chuyên viên lúa gạo chánh cho FAO trung ương tại Rome, Ý, kiêm chức vụ thư ký kỹ thuật, sau này đổi thành tổng thư ký Ủy ban Lúa Gạo Quốc tế, lúc đó gồm 115 quốc gia có trồng hay thí nghiệm lúa gạo trên thế giới. Trong thời gian ở Roma. được phái đi thường xuyên nghiên cứu, lập dự án nông nghiệp v.v. tại Côte d'Ivoire, Burkina Faso, Niger, Tanzania, Ai Cập, Kenya, Madagascar, Comores... ở châu Phi, Brasil ở châu Mỹ, Thái Lan, Philippines, Ấn Độ, Hà Lan, Bỉ, Serbia, Albania, Bulgaria ...

## Thành Quả Nông nghiệp ở Việt-Nam (trước 1975)
Ngoài vụ thực hiện đại trà chương trình phát triển lúa Thần Nông (IR8...) nguồn gốc IRRI, các năm 1967- 68, năm 1992 đã giúp đỡ bộ nông nghiệp Việt Nam nhất là ở miền Bắc và Bắc Trung Bô phát triển các lúa lai Hybrid Rice F1, kỹ thuật nguồn gốc Hồ Nam, Trung Quốc, Cao năng, Siêu Năng. Và thời gian còn ở nước nhà, thúc đẩy mạnh các chương trình cao su tiểu điền, mía, bông vải, ki náp, đậu phụng, dừa, chuối v.v...nuôi cá bè An Giang Châu Đốc, nuôi tôm ở Bạc Liêu, Sóc Trăng, nuôi cá măng ở Bình Định, nuôi tôm càng xanh ở ruộng nước ngọt, trồng phi lao chống cát bay, trồng bạch đàn xen cây ho đậu phủ xanh các đồi trọc, trồng lại thông hai lá, ba lá ở Huế và ở Đà Lạt, rau hoa, cây kiểng. Cũng như thúc đẩy nuôi heo lai ba dòng nhiều nạc, ít mỡ hơn, nuôi dê sữa, bò sữa làm vòng đai " trắng " ngoại ô đô thị, đô thành.

## Thực Hiện trong ngành Giáo dục (trước 1975)
Trong thời gian làm việc tại trường Cao đẳng Nông Lâm Súc Sài Gòn, có lập thêm các ban như Ban Kinh tế Nông nghiệp, Ban Ngư Nghiệp nay là Trường Ngư Nghiệp Nông Lâm Thủ Đức, ban Công Thôn, và làm giáo sư thỉnh giảng cho trường đại học nông nghiệp viện đại học Cần Thơ về các môn cây công nghệ như cao su, dừa, bông vải, mía làm đường.

## Các Hoạt động trong ngành Kinh Tế (trước 1975)
Khi làm Kinh tế hay Ngoại Viện có bang giao với Đài Loan để lập các khu công nghệ ở VN tương tự như ở Cao Hùng, Đài Nam đặc biệt là công nghệ làm nhà máy phân đạm từ khí dầu, Đài Trung, Đai Bắc..;
Với Nam Hàn (HànQuốc) thì nghiên cứu khu công nghệ Điện Tử, Đóng Tàu Pusanvà nhiều nơi khác đặc biệt là việc tái thiết Seoul Hán Thành (xây cất gia cư Cao Tầng, xa lộ cao tốc, các đại học tư nhân... mới thiết lập do tổng thống Pak Chung Hythúc đẩy và cổ xúy).
Với Nhật Bản thì liên lạc các Công ty làm đập thủy điện Nippon Koei ở Osaka.

## Báo chí và Tác phẩm
Trước khi về hưu trí ở Irvine, Ca Li, Hoa Kỳ, đã bắt đầu cộng tác với tuần báo khoa học kỹ thuật Sài Gòn. Sau đó tuy chưa bao giờ trở về lại Việt Nam, tiếp tục cộng tác thêm với nguyệt san Hoa Lan Cây Cảnh Sài Gòn, viết bài cho các tạp chí Dòng Việt, Tiếng Sông Hương, Đi Tới, Vietnamologica, Định Hướng, Nam Kỳ lục tỉnh Online, và đặc biệt là tạp chí Nông Nghiêp Hải Ngoại - Ca Li. Tuy rằng với các tuần san khoa hoc kỹ thuật, nhưng viết đủ thể loại về Khoa Học - Kỹ thuật - Kinh tế - Phát triển - Địa Danh... và dĩ nhiên đề tài Nông nghiệp.
Điều đáng lưu ý là trong khi viết hay tổng kết các bài từ báo chí ngoại quốc, ông luôn luôn giữ tinh thần khách quan của một nhà khoa học kỹ thuật, thông tin trung thực nhắm vào giới trẻ Việt Nam, không nghiêng bất cứ về một Tôn giáo, Chính trị, Chủ nghĩa, Đảng Phái hay Thiên Kiến nào cả.
Trong số sách đã xuất bản, đa số là về 'Nông nghiệp', các sách được chiếu yêu thích nhất là:
- Nông Học Đại Cương 1967 (ba lần tái bản)
- Mía Đường 1972 (hai làn tái bản)
- Cải Thiện Trồng Lúa 1965-66 (hai lần tái bản)
- Cây Ăn Trái Có Triển Vọng 1995 (ba lần tái bản)
- Cây Ăn Trái Cho Vùng Cao 2004 (ấn bản lần đầu)